# 小行星239593
小行星239593（239593 Tianwenbang）是鹿林天文台在2008年10月20日發現的一顆主帶小行星。
該小行星以天文幫命名，天文幫是台灣在高雄地區幾所高中天文社團的聯盟，這些社團的成員因喜歡看星星而結合在一起，學習天文和參與社交活動。從高中畢業的成員被稱為老骨頭，仍會定期返回高中的母校指導後進。進入大學的老骨頭也有些成為大學天文社團的幹部，繼續在大學從事天文學習、研究與社交活動。